# Skhirate-Témara

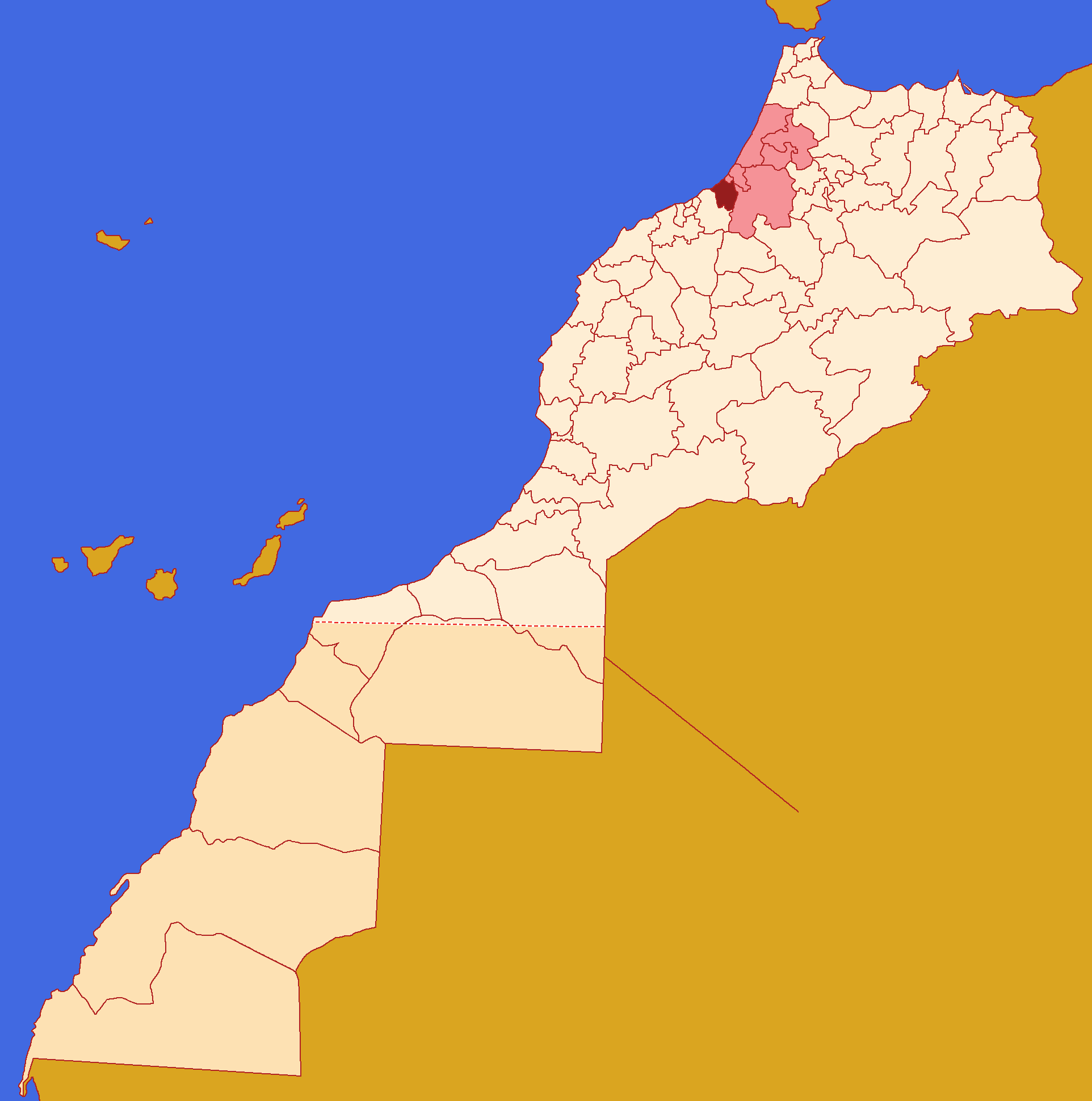
Localização da prefeitura em Marrocos.

Skhirate-Témara é uma prefeitura de Marrocos, que pertence administrativamente a região de Rabat-Salé-Kénitra.A sua capital é a cidade de Témara.

## Características geográficas
Superfície: 485 km²
População total: 542.221 habitantes(em 2014
Densidade: 1,117 hab/km²

## História
A atual prefeitura foi criada em 1983, a partir da província de Rabat-Salé.

## Organização Administrativa
A prefeitura de Skhirate-Témara está dividida em 5 Municípios e 2 círculos (que por sua vez se dividem em 5 comunas).
| Nome                | Tipo      | Habitantes (em 2014) |
| ------------------- | --------- | -------------------- |
| Témara              | Município | 313.510              |
| Skhirate            | Município | 59.775               |
| Ain El Aouda        | Município | 49.816               |
| Ain Attig           | Município | 25.078               |
| Harhoura            | Município | 15.361               |
| Ain El Aouda (a)    | círculo   | 75.357               |
| (a) Sidi Yahya Zaer | comuna    | 57.790               |
| (a) El Menzeh       | comuna    | 11.370               |
| (a) Oumazza         | comuna    | 6.197                |
| Témara (b)          | círculo   | 35.646               |
| (b) Mers El Kheir   | comuna    | 20.617               |
| (b) Sabbah          | comuna    | 15.029               |